# Leptusa nanula
Leptusa nanula är en skalbaggsart som först beskrevs av Thomas Casey 1893.  Leptusa nanula ingår i släktet Leptusa och familjen kortvingar. Inga underarter finns listade i Catalogue of Life.